# Edvige Pesce Gorini
Edvige Pesce Gorini (Sellano, 25 aprile 1890 – 1983) è stata una poetessa italiana.

## Biografia
Alternò all'attività di insegnante quella di poetessa pubblicando versi in riviste e antologie, poi raccolti in volume. Tema dominante della sua poesia fu la maternità.
Nel 1948, con Sandro Paparatti, fondò l'Associazione Internazionale di Poesia, a cui aderirono anche quattro premi Nobel.

## Opere
- Il ritorno, Milano, Bemporad, 1922.
- Natività, Milano, Mondadori, 1924.
- La luna sulla montagna, Milano, Mondadori, 1932.
- Le sette fontanelle, Torino, SEI, 1933.
- Erbe tra i sassi, Firenze, Barbera, 1964.